# آي دبليو آي تافور إكس-95
آي دبليو آي تافور إكس-95 (وتسمى أيضا ميكرو تافور، MTAR، وMTAR-21)  هو بندقية هجومية إسرائيلية متعددة المهمات صممتها وأنتجتها شركة صناعات السلاح الإسرائيلية كجزء من عائلة تافور، بالإضافة إلى تار- 21 و Tavor 7 .
في نوفمبر 2009، تم اختيار تافور أكس 95 كسلاح مستقبلي لسلاح المشاة الإسرائيلي. 

## وصلات خارجية
- شركة سلاح إسرائيل (IWI): IWI X95
- isayeret.com دليل تافور[وصلة مكسورة]